# Thomas Weir (oficial de caballería)
Thomas Benton Weir (28 de septiembre de 1838 - 9 de diciembre de 1876) fue un capitán del 7.º Regimiento de Caballería, notable por su participación en la Batalla de Little Bighorn, también conocida como la Última Resistencia de Custer.
Weir sirvió primero bajo el mando del general George Armstrong Custer durante la Guerra de Secesión y después de la guerra continuó sirviendo bajo el mando de Custer hasta la famosa batalla de 1876. Durante la batalla de Little Bighorn, Weir desobedeció las órdenes de permanecer en una posición defensiva en Reno Hill y lideró un grupo de caballería que intentó acudir en ayuda de Custer. Weir y el grupo se retiraron a Reno Hill ante la abrumadora cantidad de guerreros nativos americanos a la vista. Una colina en el campo de batalla, Weir Point, lleva su nombre y marca el punto más lejano de su avance.
Según se informa, quedó profundamente deprimido por su experiencia, su salud se deterioró y murió sólo unos meses después, a los 38 años.

## Guerra de Secesión
Weir nació en Nashville, Ohio. Se graduó de la Universidad de Míchigan en junio de 1861. El 27 de agosto de 1861, se alistó en la Compañía B de la 3.ª Caballería de Michigan y obtuvo un rápido ascenso a primer sargento. En octubre de 1861 obtuvo el ascenso a segundo teniente. En junio de 1862, fue ascendido a primer teniente.
Poco después, fue hecho prisionero por el Ejército de los Estados Confederados y fue ascendido nuevamente a capitán durante los siete meses que estuvo cautivo. Después de su liberación, Weir fue asignado como Inspector General Adjunto en el personal del Mayor General George Armstrong Custer.
En julio de 1868, recibió ascensos a mayor, teniente coronel y coronel en reconocimiento a su desempeño superior del deber durante la guerra.

## Batalla de Little Bighorn y Weir Point
Durante las Guerras Indias en las Grandes Llanuras, Weir comandó la Compañía D del 7º de Caballería bajo el mando de Custer, como parte de un ataque en dos frentes contra un gran campamento nativo americano en el río Little Bighorn en Montana el 25 de junio de 1876. Custer lideraba un destacamento hacia el norte para atacar el campamento desde esa dirección. Tres compañías, con el mayor Marcus Reno al mando, atacaron mientras el extremo sur del poblado, pero las fuerzas de Reno se retiraron de su ataque inicial a la cima de una colina cercana, ahora conocida como Reno Hill, donde se les unieron otras tres compañías, incluida la Compañía D de Weir, dirigidas por el capitán Frederick Benteen, así como una caravana que transportaba suministros.
Aproximadamente a las cinco de la tarde, unos 45 minutos después de la llegada a la colina, Weir, preocupado por la aparente indiferencia de Reno y Benteen ante la situación de Custer y sin esperar órdenes, partió con la compañía D para reforzarle (finalmente seguida por otros soldados, incluido Benteen), moviéndose hacia el norte desde la posición defensiva en Reno Hill, en dirección al sonido de disparos provenientes de la dirección donde creían que Custer y sus tropas estaban luchando. Sin embargo, Weir y el supuesto relevo se vieron obligados a retirarse a Reno Hill bajo fuego, donde sufrieron nuevos ataques hasta que fueron relevados por el general Alfred Terry dos días después, cuando los guerreros nativos se retiraron.

## Weir Point
También conocido como Weir Ridge, Weir Point está a unas tres millas al sur de donde Custer y los soldados que lo acompañaban fueron aniquilados y a aproximadamente una milla y media al norte de Reno Hill. Weir Point es el lugar donde el capitán Weir y los que estaban con él finalmente se dieron cuenta de que Custer estaba más allá de su ayuda y que guerreros hostiles estaban avanzando hacia la fuerza de socorro en cantidades sustanciales. Desde Weir Point, los miembros supervivientes del 7.º de Caballería se retiraron a las posiciones defensivas ya establecidas en Reno Hill.
En la actualidad, Weir Point es un modesto punto de estacionamiento en la carretera asfaltada que termina en Reno Hill, también conocida como el campo de batalla de Reno-Benteen. Weir Point está marcado con un cartel ilustrado al lado del camino que nombra la colina y muestra una representación artística de lo que Weir y quienes lo acompañaban vieron: nubes de polvo que se elevaban desde los acantilados al norte donde Custer y sus hombres fueron aniquilados.

## La decadencia y muerte de Weir
Profundamente conmocionado por su experiencia después de la famosa batalla y mostrando síntomas de lo que luego se conocerá como estrés postraumático, la salud mental de Weir decayó rápidamente. Escribió cartas a la viuda de Custer, Elizabeth Bacon Custer, con asuntos relacionados con la muerte de su marido que debían mantenerse en secreto. Oficialmente enviado de nuevo a la ciudad de Nueva York para cumplir tareas de reclutamiento, en los últimos meses de su vida se negó a salir, comenzó a beber en exceso y en sus últimos días se decía que estaba extremadamente nervioso, hasta el punto de no poder tragar.
Murió en su casa de la ciudad de Nueva York el 9 de diciembre de 1876 a la edad de 38 años, menos de seis meses después de la muerte de Custer, según se informa en un estado de depresión extrema. Fue enterrado en el cementerio militar de de Fort Columbus, en Governors Island, en la ciudad de Nueva York. En la década de 1880, sus restos fueron reenterrados en el Cementerio Nacional Cypress Hills en Brooklyn, Nueva York.

## Representación en los medios audiovisuales
Weir fue interpretado por Robert Schenkkan en la película para televisión de 1991 Son of the Morning Star. Fue interpretado por Roger Clark en el documental de la BBC de 2007 titulado Custer's Last Stand. En el documental de 2021 Custer's Strategy of Defeat, Weir es interpretado por Jeff Wahl.